# نیلسن الیاس
نیلسن الیاس (پرتغالی: Nielsen Elias؛ زادهٔ ۱۹ ژوئن ۱۹۵۲) بازیکن فوتبال اهل برزیل بود.
از باشگاه‌هایی که در آن بازی کرده‌است می‌توان به باشگاه فوتبال فلومیننزه و باشگاه فوتبال فلامینگو اشاره کرد.
وی همچنین در تیم ملی فوتبال برزیل بازی کرده‌است.